# 中華民國駐斐濟代表列表
本列表為中華民國駐斐濟共和國歷任代表名錄。兩國無正式外交關係。

## 無邦交時期

### 代表機構
1971年5月15日，中華民國於斐濟首都蘇瓦設立具大使館功能的中華民國駐斐濟商務代表團（Trade Mission of the Republic of China to the Republic of Fiji），後因1975年11月5日中华人民共和国與斐濟建交，於1976年2月29日撤回代表團，改設立亞東貿易中心。1987年12月21日，斐濟政府主動宣布將亞東貿易中心復名為中華民國駐斐濟商務代表團，並享有外交特權暨豁免，代表團亦可懸掛國旗。
2019年7月31日，在中華人民共和國對斐濟的施壓下，更名為駐斐濟臺北商務辦事處（Taipei Trade Office in Fiji）。
2023年3月15日，斐濟政府決議恢復名稱為中華民國（臺灣）駐斐濟商務代表團（Trade Mission of the Republic of China (Taiwan) to the Republic of Fiji），並享有《斐濟外交特權暨豁免法》的外交特權，斐濟外交部於3月24日以節略正式知會。是駐非邦交國機構中唯一使用中華民國國號者。但截至2023年6月1日未能完成掛牌，僅更動官方網站名稱，中華民國外交部回應指斐濟政府面臨中華人民共和國極大的壓力，但仍積極與斐濟政府進行協商。
2023年6月21日，中華民國外交部表示，由於斐濟政府受到中華人民共和國的強大壓力，最終決定將名稱改回駐斐濟臺北商務辦事處，並對於斐濟政府未能堅持立場，表示遺憾。但至2023年9月底，中華民國外交部網頁以及駐斐濟辦事處網頁，其中、英文名稱始更改。

### 歷任代表（1971年至今）
| 姓名                | 任命                | 到任           | 免職           | 離任           | 外交銜級 對外名義 | 外交職務 本職職務 | 備註                                      | 備註 |
| ------------------- | ------------------- | -------------- | -------------- | -------------- | ----------------- | ----------------- | ----------------------------------------- | ---- |
| 傅允英              | 1971年7月9日        | 1971年8月9日   | 1975年7月3日   | 1975年9月7日   | 團長              | 團長              |                                           |      |
| 林尊賢              | 1975年7月3日        | 1975年8月29日  |                | 1976年5月22日  | 團長              | 團長              | 轉任主任                                  |      |
| 林尊賢              | 1976年5月22日       | 1976年5月22日  | 1980年1月19日  | 1980年2月24日  | 主任              | 主任              |                                           |      |
| 甯紀坤              | 1980年12月4日       | 1981年6月27日  |                | 1981年5月25日  | 主任              | 主任              | 轉任代表                                  |      |
| 甯紀坤              | 1981年5月25日       | 1981年6月27日  | 1985年12月21日 |                | 代表              | 代表              |                                           |      |
| 王昭宣              | 1986年2月12日       | 1986年3月12日  | 1990年8月9日   | 1990年9月22日  | 代表              | 代表              |                                           |      |
| 吳明彥              | 1990年8月9日        | 1990年11月21日 | 1993年5月26日  | 1993年8月20日  | 代表              | 代表              |                                           |      |
| 甯紀坤              | 1993年5月26日       | 1993年8月17日  | 2001年10月9日  | 2001年10月28日 | 代表              | 代表              | 再次派駐斐濟                              |      |
| 劉富添              | 2001年10月9日       | 2001年10月28日 | 2004年8月23日  | 2004年11月12日 | 代表              | 代表              | 副代表升任                                |      |
| 郭時南              | 2004年8月23日       | 2004年11月12日 | 2007年8月8日   | 2007年8月19日  | 代表              | 代表              |                                           |      |
| 尤哈尼·伊斯卡卡夫特 |                     | 2008年5月4日   | 2008年11月28日 | 2008年12月29日 | 代表              | 代表              | Yohani Isqaqavut 臺灣原住民族，漢名松國賢 |      |
| 秦日新              | 2006年6月16日顧問職 | 2007年2月12日  |                |                | 顧問 代表         | 顧問              | 2009年2月13日起以代表名義對外             |      |
| 秦日新              |                     | 2010年9月24日  |                | 2011年7月21日  | 代表              | 代表              |                                           |      |
| 張明                | 2011年7月21日       | 2011年7月22日  |                | 2013年6月      | 代表              | 代表 特命全權大使 | [ 註 2 ]                                  |      |
| 程其蘅              |                     | 2013年6月27日  |                | 2015年1月      | 代表              | 特命全權大使      |                                           |      |
| 高泉金              |                     | 2015年1月29日  |                | 2016年9月      | 代表              | 特命全權大使      |                                           |      |
| 邱太欽              |                     | 2016年9月25日  |                | 2019年1月      | 代表              | 特命全權大使      |                                           |      |
| 黎倩儀              |                     | 2019年1月8日   |                | 2021年9月      | 代表              | 特命全權大使      |                                           |      |
| 周進發              |                     | 2021年9月17日  |                | 2024年1月      | 代表              | 特命全權大使      |                                           |      |
| 陳盈連              |                     | 2024年1月      | 2024年7月      | 2024年10月     | 代表              | 特命全權大使      | 涉嫌挪用公款被解職                        |      |
| 周進發              | 2024年11月6日       | 2024年11月     |                | 現任           | 代表              | 特命全權大使      | 再次派駐斐濟                              |      |

## 外部連結
- 駐斐濟臺北商務辦事處（Facebook、Twitter）